# Hartmann von Landsberg

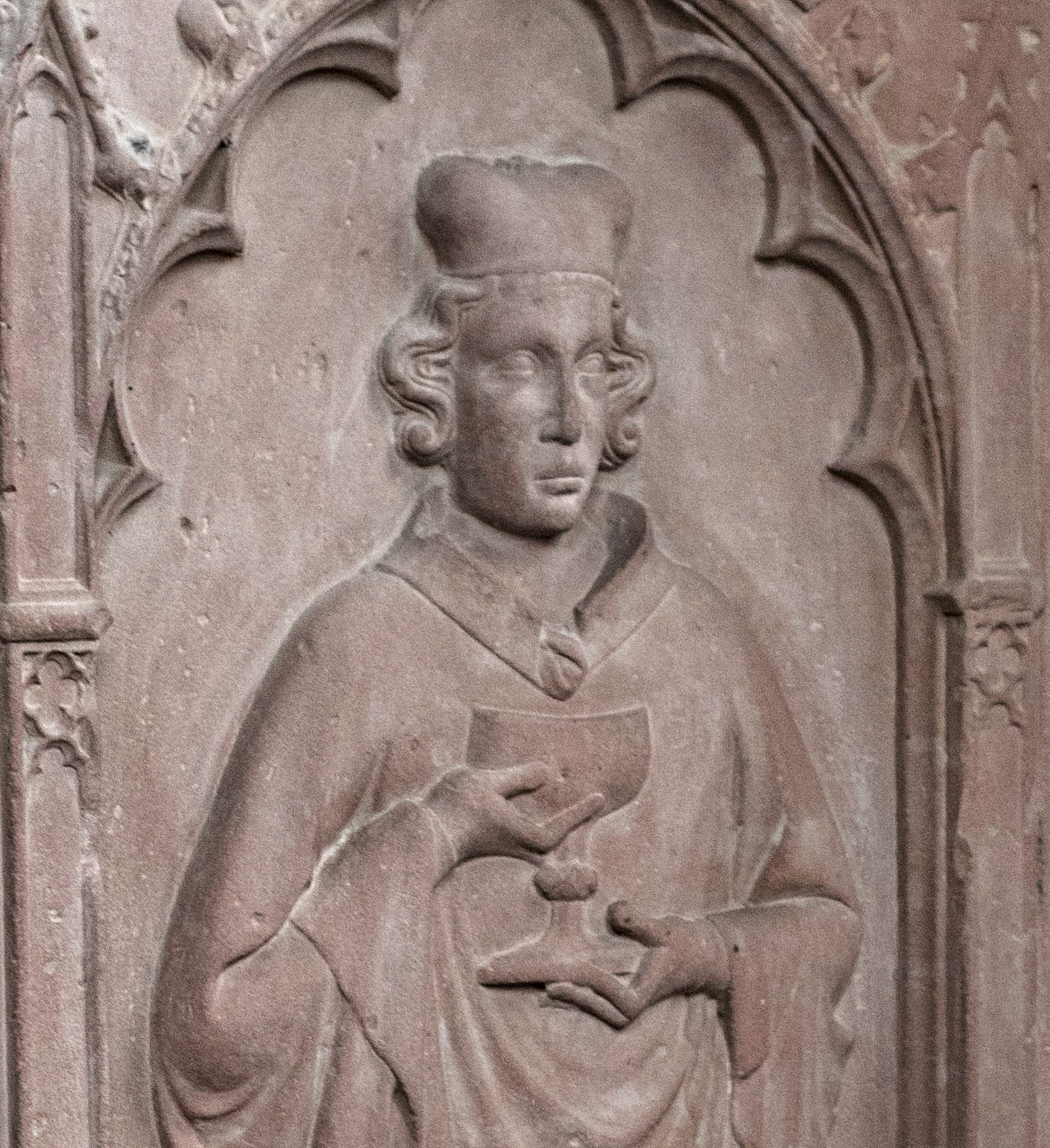
Porträt auf der Grabplatte

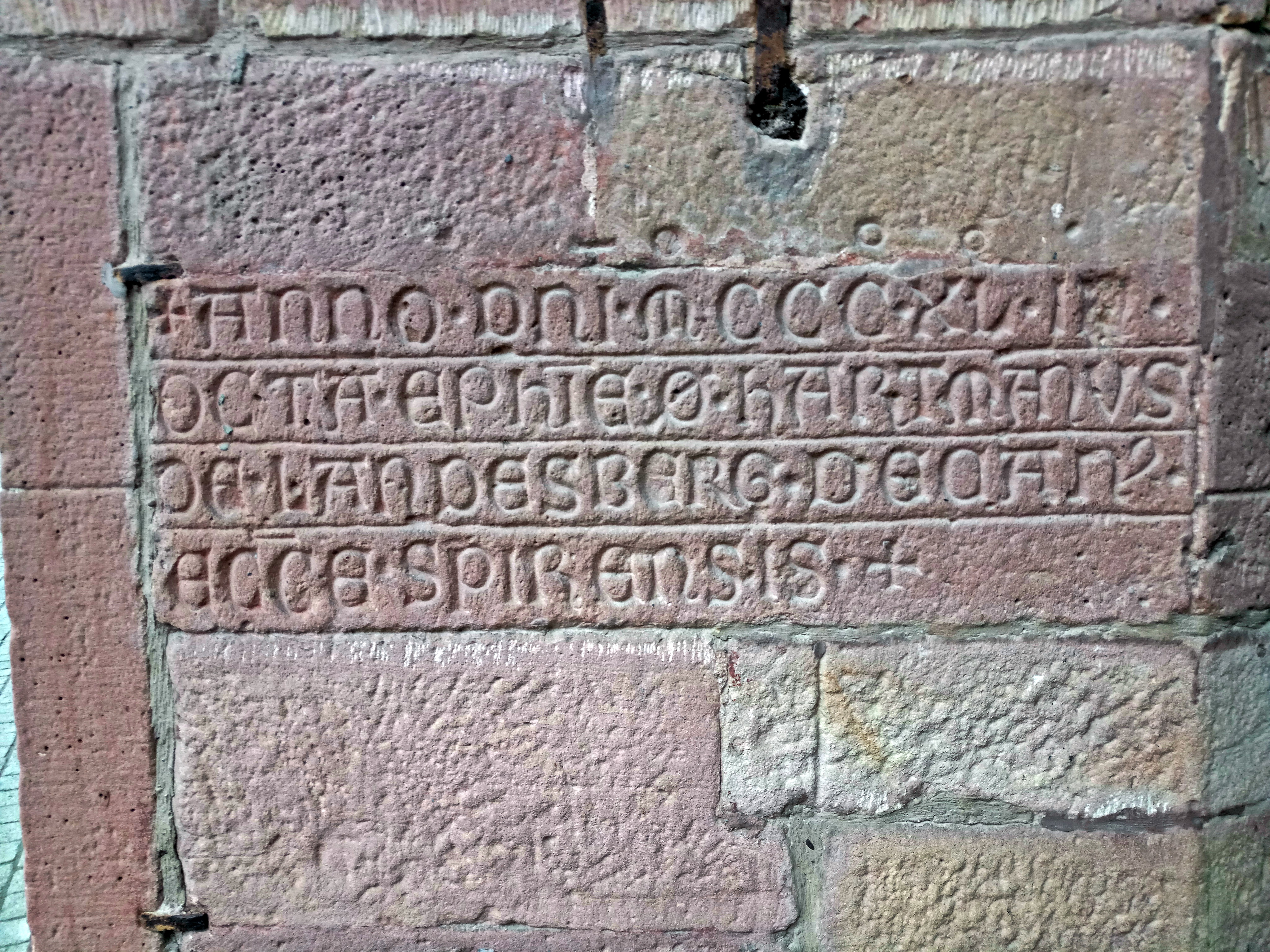
Gedenkinschrift, Speyerer Dom, Südseite

Hartmann von Landsberg († 13. Januar 1340 in Oberwesel) war ein Geistlicher aus dem elsässischen Adelsgeschlecht von Landsberg, mit Sitz auf der gleichnamigen Burg.  

## Herkunft und Wirken
Er wurde geboren als Sohn des Walter Hacker von Landsberg und seiner Frau, eine von Rathsamhausen. Geburtsort dürfte die väterliche Stammburg gewesen sein. 
Hartmann von Landsberg schlug die geistliche Laufbahn ein und war unter den Fürstbischöfen Walram von Veldenz, Balduin von Luxemburg sowie Gerhard von Ehrenberg, Speyerer Domdekan. Über sein Wirken ist kaum etwas bekannt, er amtierte als Domherr und Domdekan im Fürstbistum Speyer. Die erste urkundliche Erwähnung als Speyerer Domdekan datiert vom 10. Januar 1331. 
Am südöstlichen Langhausportal des Speyerer Domes hat sich im Türgewände eine zeitgenössische Gedenkinschrift an ihn erhalten, die seinen Tod für den 13. Januar 1340 festhält. 
Offenbar starb er in Oberwesel, denn er wurde in der dortigen Liebfrauenkirche beigesetzt, wo auch seine prächtige Grabplatte mit seinem Relief vorhanden ist. Er erscheint hier als Priester in Messkasel, einen Kelch tragend und das Birett auf dem Kopf. Darüber sind die Wappen der elsässischen Landsberg (quergeteilt mit Sechsberg im oberen Feld) und der Rathsamhausen eingehauen. Das dort festgehaltene Todesdatum weicht genau um ein Jahr ab (1339), was jedoch durch verschiedene Kalender verursacht wird. Das in Speyer angegebene Todesjahr 1340 ist das korrekte.  
Die Hintergründe der Reise des Domdekans nach Oberwesel und seine Todesursache sind  bisher ungeklärt. 